# Rossia
Rossia (russe : «Росси́я») est un quotidien d'orientation libérale publié à Saint-Pétersbourg de 1889 à 1902. L'écrivain Aleksandr Amfiteatrov (ru), le journaliste Vlas Dorochevitch (ru), le reporter Vladimir Guiliarovski, le critique de théâtre Iouri Beliaïev et le professeur P. I. Kovalevski y ont collaboré. L'éditeur en était Matveï Ossipovitch Albert.
Rossia fut fermée après la publication du feuilleton Messieurs Obmanov, satire de la famille impériale écrite par Amfiteatrov.

## Lancement et financement

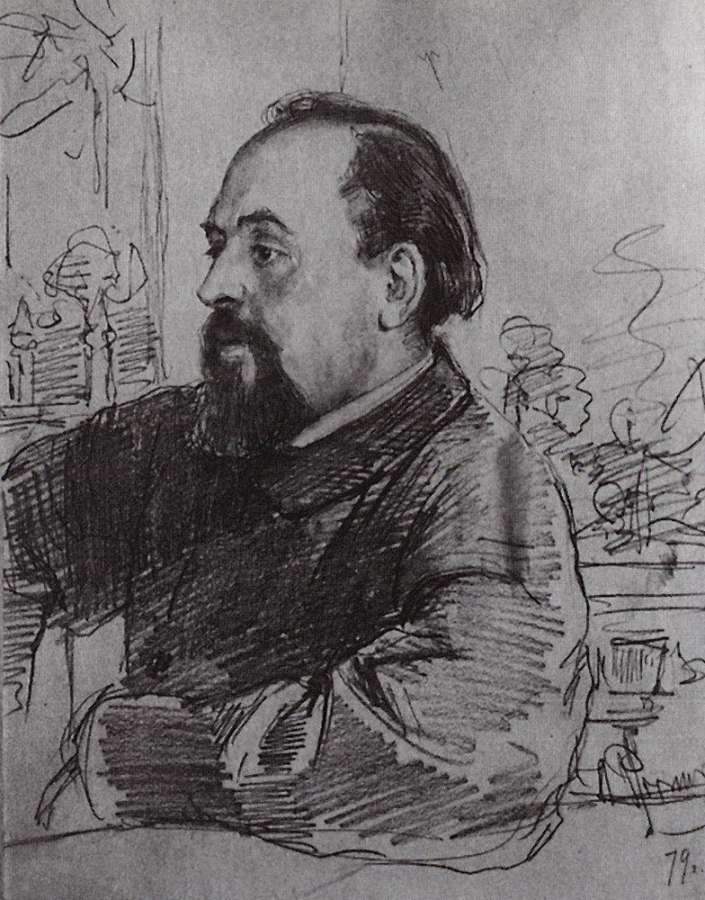
Portrait de Savva Mamontov (étude), par Ilia Répine, 1879.

D'anciens collaborateurs de Novoïé Vrémia, rêvant de créer un journal « de type européen », capable de concurrencer leur précédent employeur, furent à l'origine de Rossia. Les fonds nécessaires pour le nouvel organe de presse, environ 180 000 roubles, ont été rassemblés par des marchands et industriels russes ; la somme la plus importante fut fournie par Savva Mamontov et son gendre Matveï Albert, qui dirigent la Société des constructions navales de la Neva.
Selon les chercheurs, Mamontov, après avoir été à l'origine de la levée de fonds pour Rossia, espérait que le journal deviendrait « le porte-voix des hommes nouveaux qui s'élèvent dans la sphère économique ». Il n'épargna pas son soutien : ainsi, en 1902 plus de 193 000 roubles furent dépensés pour les salaires de la rédaction et les honoraires des acteurs de la nouvelle publication.
Le rédacteur en chef du journal était formellement Gueorgui Sazonov (ru), cependant c'est Aleksandr Amfiteatrov qui s'occupe de la parution de chaque numéro, du choix des articles et des relations avec les auteurs. Dans l'organigramme, il apparait comme le chef du service littéraire et politique; ses relations difficiles avec le ministre de l'intérieur, Ivan Goremykine, l'empêchent de diriger officiellement la rédaction.

## Ligne éditoriale

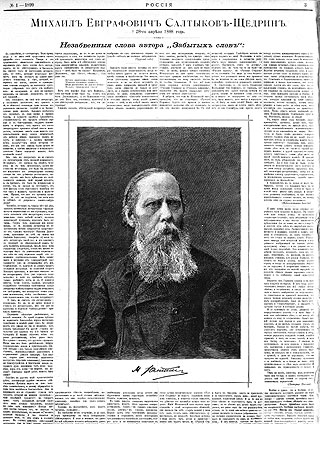
Premier numéro, page 3 consacrée à Mikhaïl Saltykov-Chtchedrine.

Dans le premier numéro du journal, sorti le 29 avril 1899 (11 mai dans le calendrier grégorien), la rédaction exposait la ligne du journal. Sa principale orientation était de promouvoir « le développement propre de la Russie, la tolérance religieuse, le respect pour les autres langues, la réforme de la production alimentaire, et la liberté de la presse ». Les auteurs promettaient de faire tout leur possible pour devenir, « bien que petit, mais clair et honnête, sans partialité et sans complaisance, le miroir de notre patrie ». La parution coïncida avec le dixième anniversaire de la mort de Mikhaïl Saltykov-Chtchedrine ; elle faisait des citations provocatrices de ses œuvres.
Les feuilletons pleins de causticité de Dorochevitch, les reportages de Guiliarovski, les contes satiriques d'Amfiteatrov publiés dans Rossia attirèrent un lectorat diversifié. Le journal avait en 1900 déjà 40 000 abonnés, et au nombre de ses lecteurs figuraient Maxime Gorki, Anton Tchekhov, Rosa Luxemburg ou Mikhaïl Nesterov.
Dans un rapport de la direction générale pour les affaires de la presse de l'Empire russe (ru) adressé au ministre de l'intérieur, les facteurs ayant contribué à l'augmentation de la popularité de Rossia furent ainsi décrits par les censeurs :

« Le journal se présente comme d'un type nouveau pour la Russie, et fait reposer son succès sur des feuilletons à sensation, dont les auteurs les plus populaires sont Amfiteatrov et Dorochevitch. Le public attend avec une impatience particulière ces feuilletons, et les acheteurs s'arrachent le numéro de Rossia dans lequel ils paraissent. »

Par la suite le critique Aleksandr Kougel (ru) témoigna que Rossia était un titre plus « caustique » et « sans-gêne » que Novoïe Vremia, sans cesser pour autant d'être un « journal libéral ».

## Impact deRossia
Beaucoup d'écrits publiés dans le journal ont eu un certain retentissement. Ainsi, après avoir rencontré Vera Aleksandrovna Nachtchokina, épouse de Pavel Nachtchokine (ru) et proche d'Alexandre Pouchkine dans ses dernières années, vivant alors à Vsekhviatskoïe (ru) près de Moscou, Vladimir Guiliarovski fit paraitre un article commençant par ces mots : « j'ai eu l'honneur de baiser cette main, que baisa Pouchkine ». Le récit consacré à cette dame d'un grand âge, habitant dans un pavillon vétuste, produisit une grande impression sur les membres de la commission Pouchkine. Ils firent une visite à Nachtchokina et lui allouèrent une pension.

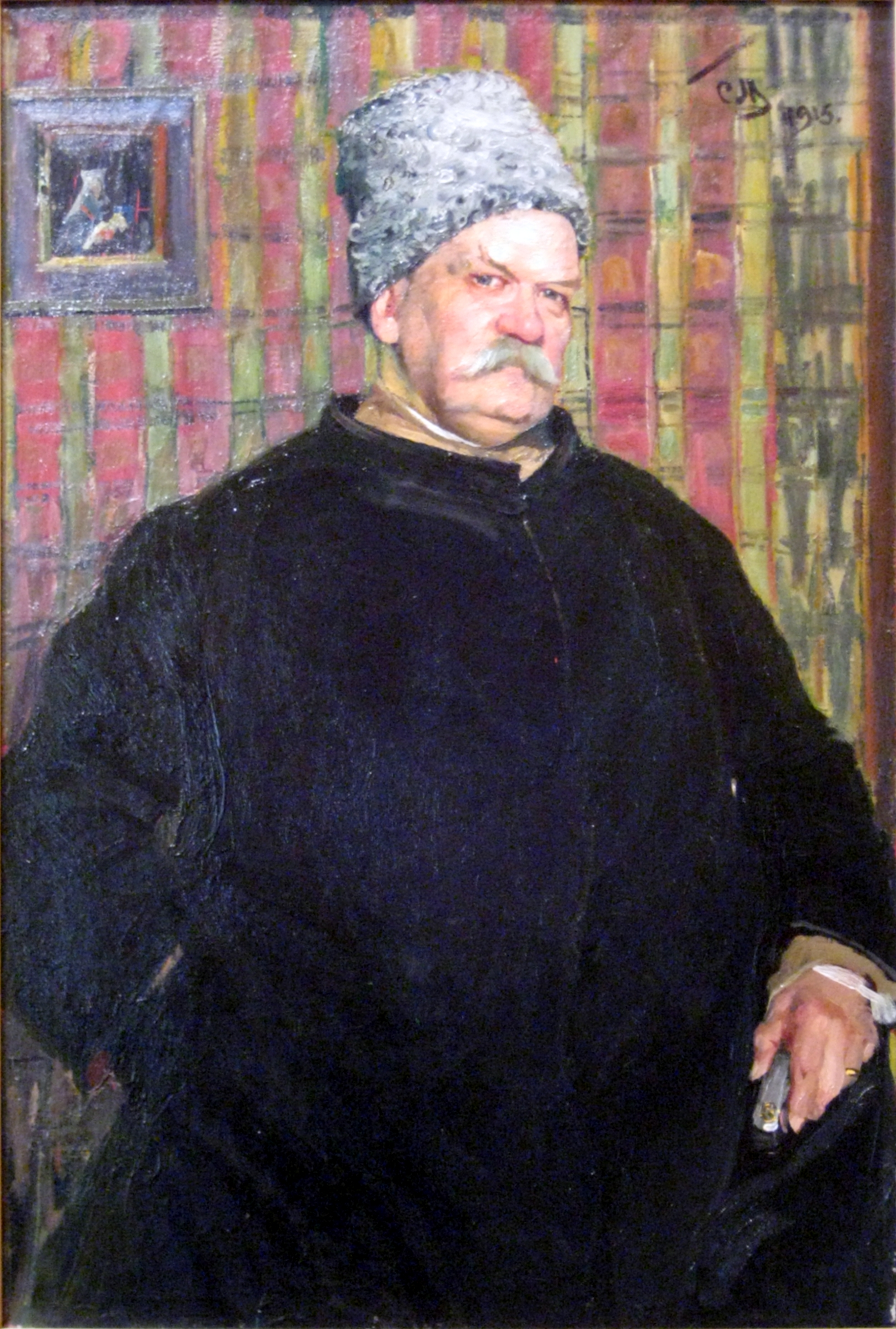
Vladimir Guiliarovski, Le roi des reporters, par Sergueï Malioutine.

Un autre article de Guiliarovski fut consacré à une compagnie de thé, qui recourait pour le conditionnement de ses produits à des travailleurs non rémunérés déplacés de la Zavoljia ; il y avait parmi eux des familles entières atteintes de typhus. L'article fit sensation, et il y eut plusieurs réimpressions dans l'édition régionale. Les représentants de la compagnie de thé menacèrent l'auteur et Amfiteatrov. Ils assortirent leur demande de publication d'un démenti d'un pot-de-vin. In fine, les conditionneurs, après avoir été payés, purent retourner chez eux.
Dans les manuels contemporains des écoles de journalisme, on cite comme exemple une enquête conduite par Vlas Dorochevitch dans l'« affaire des Skitskikh ». Les circonstances du meurtre de Kamorov, secrétaire du consistoire de Poltava étaient alors débattues. Les meurtriers présumés, Stepan et Piotr Skitskikh, avaient été envoyés au bagne. À Poltava, Doborevitch mena sa propre enquête, trouva de nouveaux témoins, et étudia scrupuleusement les lieux de crime. Dans le premier rapport «d'instruction », qu'il publia dans Rossia, le journaliste s'attacha seulement aux faits. Ils obligèrent à rouvrir l'affaire, et les frères Skitskikh furent finalement innocentés. Amfiteatrov apprécia ainsi le travail de son collège, :

« Dans les 25 dernières années, je ne connais pas dans la presse russe de reportage dans une affaire pénale plus rigoureux et plus élégant. D'un point de vue éthique, l'article sur les Skitsikh est un authentique exploit citoyen, d'un point de vue technique, c'est un travail journalistique parfait. »

En 1901, Aleksandr Rodnykh (ru) relata le premier dans les pages de Rossia que le manuscrit du collectionneur et faussaire Aleksandr Soulakadzev (ru) relatant le vol en ballon de Kriakutnoï à Riazan en 1731 était falsifié.

## Arrêt de la publication

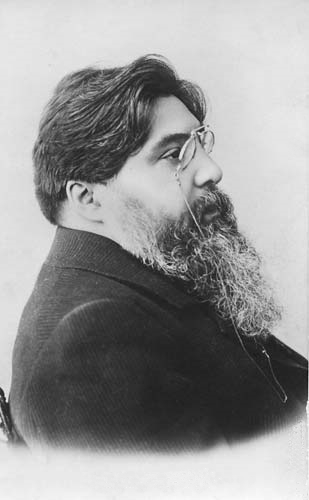
Aleksandr Amfiteatrov.

Le journal, « étoile du berger brillant au firmament journalistique russe », fut fermé après la publication du feuilleton Messieurs Obmanov («Господа Обмановы»), écrit par Aleksandr Amfiteatrov. Les autorités virent dans le nom et le texte du roman une « satire acerbe » de Nicolas II et de sa famille.
D'après l'auteur, le numéro contenant Messieurs Obmanov connut une rupture de vente. Quand le tirage de Rossia arriva de Saint-Pétersbourg à Moscou, un kiosquier accapara tous les exemplaires. Après avoir attendu la frénésie des acheteurs, il commença à vendre à un prix exhortant et gagna plus de 10 000 roubles,.
Ce numéro sorti le 13 janvier 1902 (26 janvier dans le calendrier grégorien). Amfiteatrov fut arrêté le lendemain et envoyé à Minoussinsk. La rédaction réussit à publier encore un numéro de Rossia, puis suivit « la décision prévisible de quatre ministres d'une fermeture définitive ».